# Allium grosii
Allium grosii — вид трав'янистих рослин родини Амарилісові (Amaryllidaceae), ендемік Балеарських островів (Ібіца).

## Опис
Цибулини 13–24 × 9–16 мм, ± яйцеподібні, поодинокі, без цибулинок; зовнішні оболонки волокнисті, темно-сірого кольору. Стебло 25–64 см, має круглий переріз. Листків 3–5; пластина 10–30 × 0.10–0.30 см, лінійна, напівциліндрична. Суцвіття 31–64 × 34–63 мм, півсферичні, ± нещільні, 13–48 дзвіночкових квіток, без цибулинок. Листочки оцвітини ланцетоподібні, тупі, гладкі, рожеві з темнішою серединною жилкою. Насіння чорне. 2n = 46.

## Поширення
Ендемік Балеарських островів (Ібіца).
Населяє поля, вапнякові скелясті уступи, вирубки сосни; 0–100 м.